# Atractomorpha crenulata
Atractomorpha crenulata är en insektsart som först beskrevs av Fabricius 1793.  Atractomorpha crenulata ingår i släktet Atractomorpha och familjen Pyrgomorphidae.

## Underarter
Arten delas in i följande underarter:
- A. c. crenulata
- A. c. fumosa
- A. c. prasina